# Die Straße (Maier)
Die Straße ist ein im September 2013 bei Suhrkamp erschienener autobiografischer Roman von Andreas Maier. Es handelt sich um den dritten Band der auf elf Teile angelegten Romanserie Ortsumgehung. In den Jahren 2010 und 2011 waren die ersten beiden Bände erschienen, Das Zimmer sowie Das Haus.

## Aufbau und Inhalt

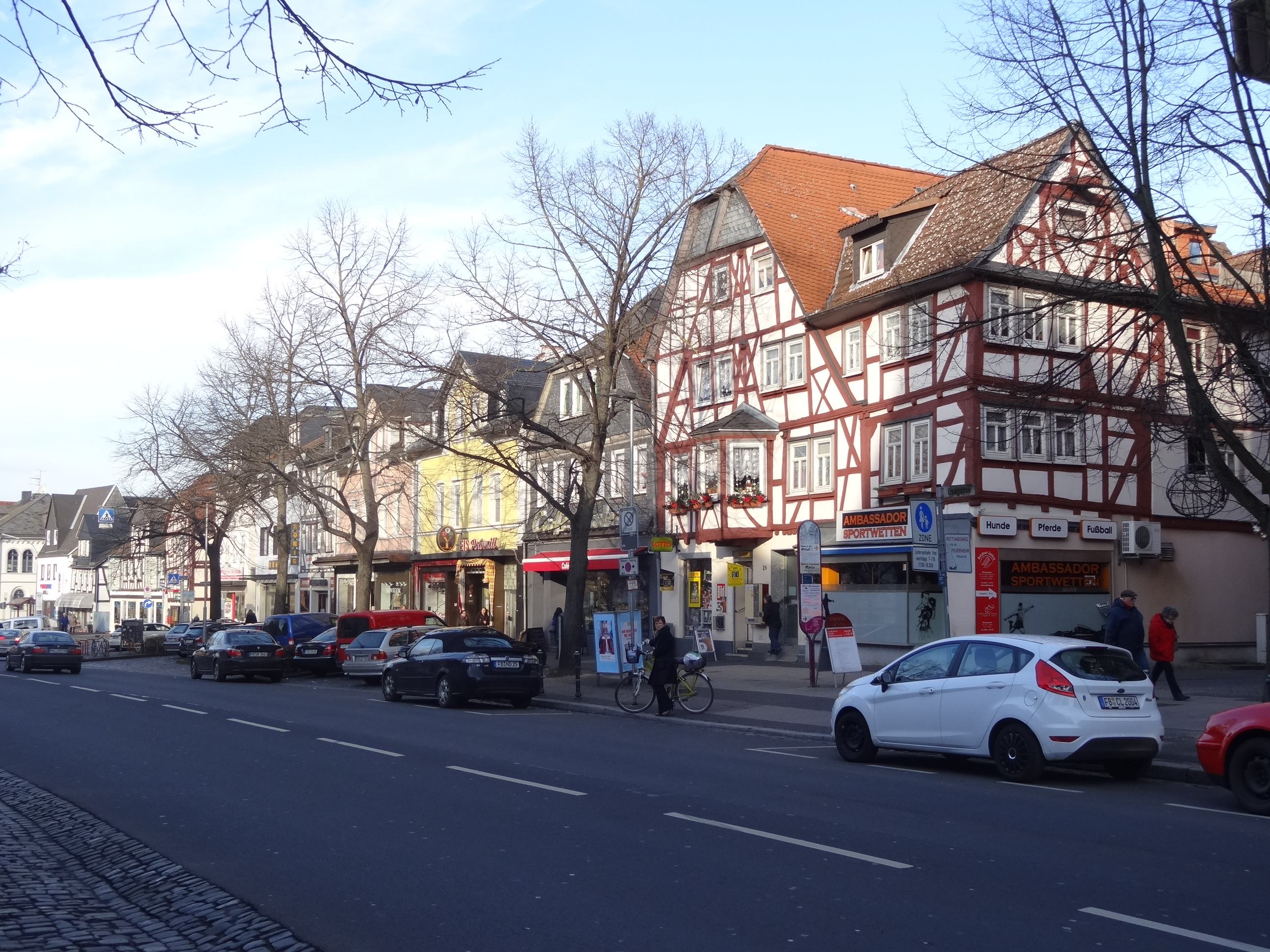
Die Kaiserstraße in Friedberg (Aufnahme vom Februar 2015)

Im Mittelpunkt des Vorgängerromans Das Haus stand das Wohnhaus der Familie des Autors im Barbaraviertel in Friedberg (Hessen). In diesem Band geht es nun um die „Straße“ als symbolisches Verbindungsstück zur Außenwelt. Am wichtigsten ist sie im Buch als Zugangsraum zur Schule und nachschulischen Aktivitäten. So spielt etwa die Friedberger Kaiserstraße für die Schüler eine wichtige Rolle als Aufenthaltsort nach Ende des Unterrichts und vor der Rückkehr nach Hause.
Zeitlich ist dieser autobiografisch-essayistische Roman um 1980 angesiedelt, der Autor/Ich-Erzähler ist also im beginnenden Teenageralter und reflektiert seine Jugend in Friedberg vor allem in den Erlebnissen seiner älteren Schwester, deren Umgang und Ausgehverhalten von den Eltern streng kontrolliert wird.
Der Roman besteht aus den drei Hauptkapiteln 
- „Down the Rabbit-Hole“ (S. 7–85),
- „And the Happy Summer Days“ (S. 87–154) und
- „A White Rabbit with Pink Eyes“ (S. 155–194).

Die Kapitelüberschriften sind Anspielungen auf Alice im Wunderland. Mit Alice verbindet sich für den Autor ein Aufklärungserlebnis. Während eines Wandertags gibt er einem Mitschüler gegenüber zu, dass ihm die Alice in einer Zeichentrickverfilmung gefallen habe, woraufhin der Mitschüler ihn aufzieht mit den Worten: „Du willst sie ficken.“ (S. 71). Die Schilderung dieses Erlebnisses gibt das Thema dieses Bandes vor: die Sexualität bei Jugendlichen, die einerseits vulgär-kindlich thematisiert wird, über die andererseits aber offiziell nicht geredet werden darf: „So war die sprachliche Welt meiner Eltern ein ganzes Leben lang eine Welt ohne Beischlaf, und ich spürte, wie durch die totale Abwesenheit dieses Wortes (oder seiner Umschreibungen) dieses Wort totale Allmacht über sie hatte.“ (S. 152)

## Ausgaben
- Andreas Maier: Die Straße. Roman. Suhrkamp, Berlin 2013, ISBN 978-3-518-42395-0.